# Vakö Torvpulverfabrik

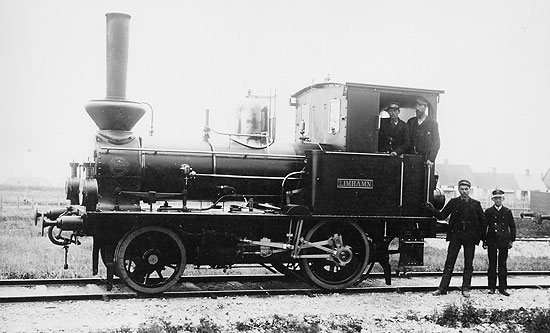
Lokomotivet Vakö, här omkring 1900 i Malmö som MLJ 1 Limhamn

AB Vakö Torvpulverfabrik var ett företag, som utvann torv och processade den till torvpulver och torvbriketter. Det låg på en fastlandsudde i Vakö myr på gränsen mellan Småland och Skåne, omkring fyra kilometer norr om Hökön i Osby kommun. Vakö myr med sin yta på omkring tretton kvadratkilometer i södra Småland och norra Skåne är en av de större högmossarna i Sydsverige.  
Torven togs upp med hjälp av stora torvverk med en höj- och sänkbar elevator, ältades och transporterades med en skruvtransportör till tippvagnar på en industribana med 600 mm spårvidd. Den fraktade råtorven till ett torkområde på mossen och i en andra etapp till torklador eller fabrik. Motorloken var tillverkade av Söderbloms Gjuteri & Mekaniska Verkstad i Eskilstuna och hade en encylindrig motor som gick på träsprit, eftersom ånglok undveks på grund av eldfara. Det enda tillåtna var lokomotivet Vakö, som trafikerade ett normalspårigt industrispår till Hökön och fraktade ut färdigprodukterna i form av torvpulver eller torvbriketter till Sölvesborg–Olofström–Älmhults Järnväg.
Torvpulvret framställdes genom en av Hjalmar von Porat och Erik Odelstierna patenterad metod och såldes som bränsle för ånglok. 
Torvpulverfabriken uppfördes under första världskrigets kolbrist 1915–1917, delvis med ett statligt lån ur torvlånefonden. Fabriksbyggnaden uppfördes i vitputsad betong. Fabriksutrustningen tillverkades 1916 av Hässleholms Mekaniska Verkstad.
Driften påbörjades 1917, men bolaget måste rekonstrueras 1921 efter fyra års förluster. Under sommarsäsong arbetade där 800 personer.
Driften upphörde 1925, varefter anläggningen såldes till ett skrotföretag. Detta arrenderade 1940 ut det till Vakö AB, vilket efter en renovering av fabriken tillverkade bränntorv i betydande omfattning under andra världskriget. Därefter minska efterfrågan. I början av Koreakriget blev det ett visst uppsving, men tillverkningen lades ned för gott 1952.
År 1978 sprängdes fabriksbyggnaderna som del av ett militärt övningsprojekt. 
Torvtäkten på Vakö myr har blivit känd av beskrivningar i Vägen ut av Harry Martinsson, som arbetade där som kuparpojke som ung, somrarna 1917 och 1919.